# OFC Futsal Championship 2016
L'OFC Futsal Championship 2016 è stato l'11º campionato oceaniano per le nazioni di calcio a 5, e si è disputato a Suva nelle Figi dall'8 al 13 febbraio 2016.
Il girone, composto da sei formazioni, si è svolto nella Vodafone Arena ed è stato vinto per la quinta volta dalle Isole Salomone.

## Risultati e classifica
| Squadra         | Pti | G | V | N | P | GF | GS | DR  |
| --------------- | --- | - | - | - | - | -- | -- | --- |
| Isole Salomone  | 15  | 5 | 5 | 0 | 0 | 23 | 3  | +20 |
| Nuova Zelanda   | 12  | 5 | 4 | 0 | 1 | 16 | 8  | +8  |
| Tahiti          | 9   | 5 | 3 | 0 | 2 | 18 | 10 | +8  |
| Vanuatu         | 6   | 5 | 2 | 0 | 3 | 14 | 21 | -7  |
| Nuova Caledonia | 3   | 5 | 1 | 0 | 4 | 11 | 18 | -7  |
| Figi            | 0   | 5 | 0 | 0 | 5 | 5  | 27 | -22 |

| Qualificata per il FIFA Futsal World Cup 2016 |

| Arbitri: | Chris Sinclair Philip Mana Francis Roni |

|                                                                       |           |              |
| Boit 2'22'’, 27'04'’ Pourouroro 34'01'’ Kaouwi 38'50'’ Poadae 39'59'’ | Marcatori | 5'22'’ Sahib |

| Arbitri: | Amitesh Behari Jainut Dean Rex Kamusu |

|  |           |                                                                      |
|  | Marcatori | 21'54'’ Burns 22'22'’, 31'18'’ Malivuk 30'17'’ Sinkora 34'22'’ Osman |

| Arbitri: | Ryan Shepheard Darius Turner Antony Riley |

|                                               |           |  |
| Ragomo 2'16'’ Wetney 7'13'’ Lea'Alafa 20'43'’ | Marcatori |  |

| Arbitri: | Rex Kamusu Francis Roni Chris Sinclair |

|                                                                              |           |                        |
| Mansale 16'09'’ Rakom 19'14'’, 22'22'’ Kumar 24'38'’ (aut.) Tuigaloa 30'22'’ | Marcatori | 2'24'’, 37'15'’ Tuilau |

| Arbitri: | Antony Riley Amitesh Behari Kamedra Naidu |

|             |           |                                                                   |
| Pei 27'55'’ | Marcatori | 2'57'’, 22'37'’ Stevenson 6'38'’ Lea'Alafa 18'30'’, 19'50'’ Makau |

| Arbitri: | Darius Turner Ryan Shepheard Jainut Dean |

|                                                     |           |                                   |
| Osman 6'51'’ Ashby-Peckham 10'38'’ Manickum 31'03'’ | Marcatori | 29'08'’ Da Silva 37'17'’ Faarahia |

| Arbitri: | Phillip Mana Kamedra Naidu Aten Kumar |

|                                     |           |                                                                                     |
| Caunes 0'28'’, 11'10'’ Hamu 39'49'’ | Marcatori | 9'29'’ Mansale 20'24'’, 25'54'’ Hungai 23'35'’, 24'46'’ Ricky Tuigaloa 36'52'’ Luie |

| Arbitri: | Ryan Shepheard Amitesh Behari Darius Turner |

|                                                    |           |                 |
| Ragomo 7'19'’, 30'21'’ Wetney 29'30'’ Bule 39'31'’ | Marcatori | 31'51'’ Malivuk |

| Arbitri: | Chris Sinclair Love Lui Malenarave Francis Roni |

|               |           | |
| Sahib 34'58'’ | Marcatori | 2'18'’ Turihono 15'23'’, 27'46'’ A. Tino 19'55'’, 35'00'’ Tave 24'21'’ Kaiha 35'26'’ S. Tino 38'24'’ Faarahia 39'54'’ Wong |

| Arbitri: | Rex Kamusu Darius Turner Jainut Dean |

|                           |           |                |
| Kaiha 0'39'’ Tave 27'48'’ | Marcatori | 26'58'’ Poadae |

| Arbitri: | Antony Riley Aten Kumar Chris Sinclair |

|                                                                                  |           |                |
| Lea'Alafa 5'55'’, 37'58'’ Wetney 6'06'’ Stevenson 17'33'’, 32'18'’ Egeta 38'43'’ | Marcatori | 10'50'’ Hungai |

| Arbitri: | Love Lui Malenarave Francis Roni Ryan Shepheard |

|               |           |                                                  |
| Sahib 25'44'’ | Marcatori | 16'28'’ Barham 19'54'’ Manickum 32'24'’ Da Silva |

| Arbitri: | Chris Sinclair Kamedra Naidu Philip Mana |

|                                                                  |           |                                  |
| Rateau 16'11'’, 31'33'’ S. Tino 17'19'’ A. Tino 33'02'’, 37'49'’ | Marcatori | 2'36'’ Hanghangkon 37'18'’ Rakom |

| Arbitri: | Antony Riley Darius Turner Love Lui Malenarave |

|  |           |                                                                |
|  | Marcatori | 5'11'’ Ragomo 6'36'’ Wetney 8'18'’ Makau 16'29'’, 34'53'’ Laua |

| Arbitri: | Rex Kamusu Jainut Dean Amitesh Behari |

|                                                                  |           |             |
| Malivuk 12'40'’ Lissington 15'39'’ Burns 19'05'’ Vaughan 35'07'’ | Marcatori | 0'38'’ Boit |

## Campione
ISOLE SALOMONE
(5º titolo)